# Balssiathelphusa sucki
Balssiathelphusa sucki е вид ракообразно от семейство Gecarcinucidae.

## Разпространение
Видът е разпространен в Индонезия (Суматра).